# العلاقات الأردنية الغرينادية
العلاقات الأردنية الغرينادية هي العلاقات الثنائية التي تجمع بين الأردن وغرينادا.

## مقارنة بين البلدين
هذه مقارنة عامة ومرجعية للدولتين:
| وجه المقارنة                                              | الأردن                   | غرينادا                                |
| --------------------------------------------------------- | ------------------------ | -------------------------------------- |
| المساحة (كم2)                                             | 89.34 ألف                | 348                                    |
| عدد السكان (نسمة)                                         | 9.81 مليون               | 107.83 ألف                             |
| الكثافة السكانية (ن./كم²)                                 | 109.81                   | 30.99 ألف                              |
| العاصمة                                                   | عمان                     | سانت جورجز                             |
| اللغة الرسمية                                             | اللغة العربية            | لغة إنجليزية، إنكليزية غرنادة المولدة ‏ |
| العملة                                                    | دينار أردني              | دولار شرق الكاريبي                     |
| الناتج المحلي الإجمالي (بليون دولار)                      | 40.07 مليار              | 1.12 مليار                             |
| الناتج المحلي الإجمالي (تعادل القوة الشرائية) بليون دولار | 82.80 مليار              | 1.45 مليار                             |
| الناتج المحلي الإجمالي الاسمي للفرد دولار أمريكي          | 4.94 ألف                 | 9.21 ألف                               |
| الناتج المحلي الإجمالي للفرد دولار أمريكي                 | 12.05 ألف                | 12.43 ألف                              |
| مؤشر التنمية البشرية                                      | 0.748                    | 0.750                                  |
| رمز المكالمات الدولي                                      | +962                     | +1473                                  |
| رمز الإنترنت                                              | .jo                      | .gd                                    |
| المنطقة الزمنية                                           | ت ع م+02:00، ت ع م+03:00 | 00                                     |

## منظمات دولية مشتركة
يشترك البلدان في عضوية مجموعة من المنظمات الدولية، منها:
| علم المنظمة | اسم المنظمة                               | تاريخ انضمام الأردن | تاريخ انضمام غرينادا |
| ----------- | ----------------------------------------- | ------------------- | -------------------- |
|             | الاتحاد البريدي العالمي                   | ?                   | ?                    |
|             | يونسكو                                    | 14 يونيو 1950       | 17 فبراير 1975       |
|             | البنك الدولي للإنشاء والتعمير             | 29 أغسطس 1952       | 27 أغسطس 1975        |
|             | منظمة التجارة العالمية                    | ?                   | ?                    |
|             | وكالة ضمان الاستثمار متعدد الأطراف        | 12 أبريل 1988       | 12 أبريل 1988        |
|             | الاتحاد الدولي للاتصالات                  | 20 مايو 1947        | 17 نوفمبر 1981       |
|             | منظمة الشرطة الجنائية الدولية             | ?                   | ?                    |
|             | مؤسسة التمويل الدولية                     | 20 يوليو 1956       | 28 أغسطس 1975        |
|             | الأمم المتحدة                             | 14 ديسمبر 1955      | 17 سبتمبر 1974       |
|             | مؤسسة التنمية الدولية                     | 4 أكتوبر 1960       | 28 أغسطس 1975        |
|             | منظمة حظر الأسلحة الكيميائية              | ?                   | ?                    |
|             | المركز الدولي لتسوية المنازعات الاستشارية | 29 نوفمبر 1972      | 23 يونيو 1991        |

## وصلات خارجية
- موقع وزارة الخارجية الأردنية